# Georgiy Tsurtsumia
Georgiy Tsurtsumia (in kazako Георгий Цурцумиа?; Tsalenjikha, 29 ottobre 1980) è un ex lottatore kazako, specializzato nella lotta greco-romana.

## Palmarès

### Olimpiadi
- 1 medaglia:
  - 1 argento (Atene 2004 nei 120 kg)